# Castelo de Melgaço
O Castelo de Melgaço localiza-se na freguesia de Vila (actualmente União das Freguesias de Vila e Roussas), município de Melgaço, distrito de Viana do Castelo, em Portugal.
Principal defesa raiana do Alto Minho no século XII, constitui-se na sentinela mais setentrional de Portugal, no trecho onde o rio Minho inicia a sua função fronteiriça, vigiando a travessia para a Galiza.
O Castelo de Melgaço está classificado como Monumento Nacional desde 1910.

## História

### Antecedentes
Não foram identificadas informações acerca da primitiva ocupação humana deste local.

### O castelo medieval
A construção do castelo remonta a 1170, por determinação de D. Afonso Henriques (1112-1185). O primeiro documento, entretanto, a referir a povoação é a Carta de Foral que lhe foi passada pelo soberano em 1183 (e não 1181 como tem sido repetido em função de erro de transcrição), garantindo aos seus habitantes (por solicitação dos próprios) privilégios semelhantes aos que gozava o feudo galego de Ribadavia. A partir de então, a vila fronteiriça progrediu com rapidez, de tal forma que o primitivo castelo estaria concluído já no início do século XIII, dividindo-se os autores entre os anos de 1205 e de 1212, ano em que, juntamente com outras praças vizinhas, fez frente à invasão das forças do reino de Leão no contexto da disputa entre D. Afonso II (1211-1223) e suas irmãs. Contribuíram para esta campanha construtiva, além dos próprios habitantes e do apoio real, os recursos do Mosteiro de Longos Vales, em Monção, e do Mosteiro de Fiães, em Melgaço.
O seu filho e sucessor, D. Sancho II (1223-1248) deixou a cargo do Concelho a nomeação do alcaide, privilégio que, D. Afonso III (1248-1279), ao conceder à vila, em 1258, um segundo foral, reivindicou novamente para a Coroa. A construção da cerca da vila, iniciada em 1245 e cujo troço oeste foi concluído em 1263, inscreveu-se numa grande campanha de obras empreendida por este soberano, que atualizou as defesas do castelo, uma vez mais com o apoio do Mosteiro de Fiães. A placa epigráfica no portão principal, assinalando este último ano, regista as identidades do responsável pelos trabalhos, o alcaide Martinho Gonçalves, e o seu arquiteto, Fernando, Mestre de Pedraria.
Em 1361 o trânsito entre Portugal e a Galiza deveria ser feito, obrigatoriamente, por Melgaço, dado revelador da sua importância, à época.

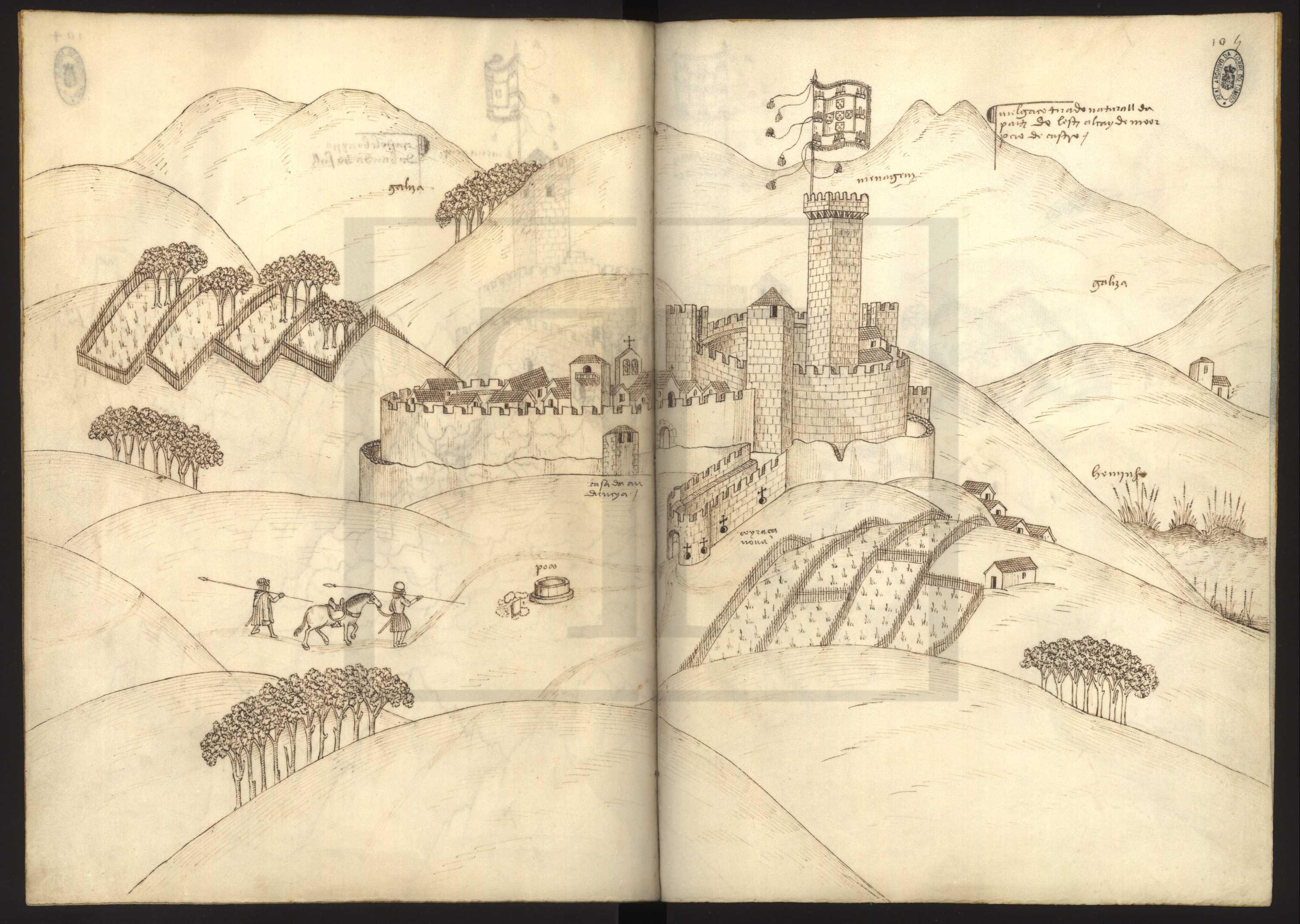
Castelo de Melgaço, Livro das Fortalezas de Duarte de Armas (1509)

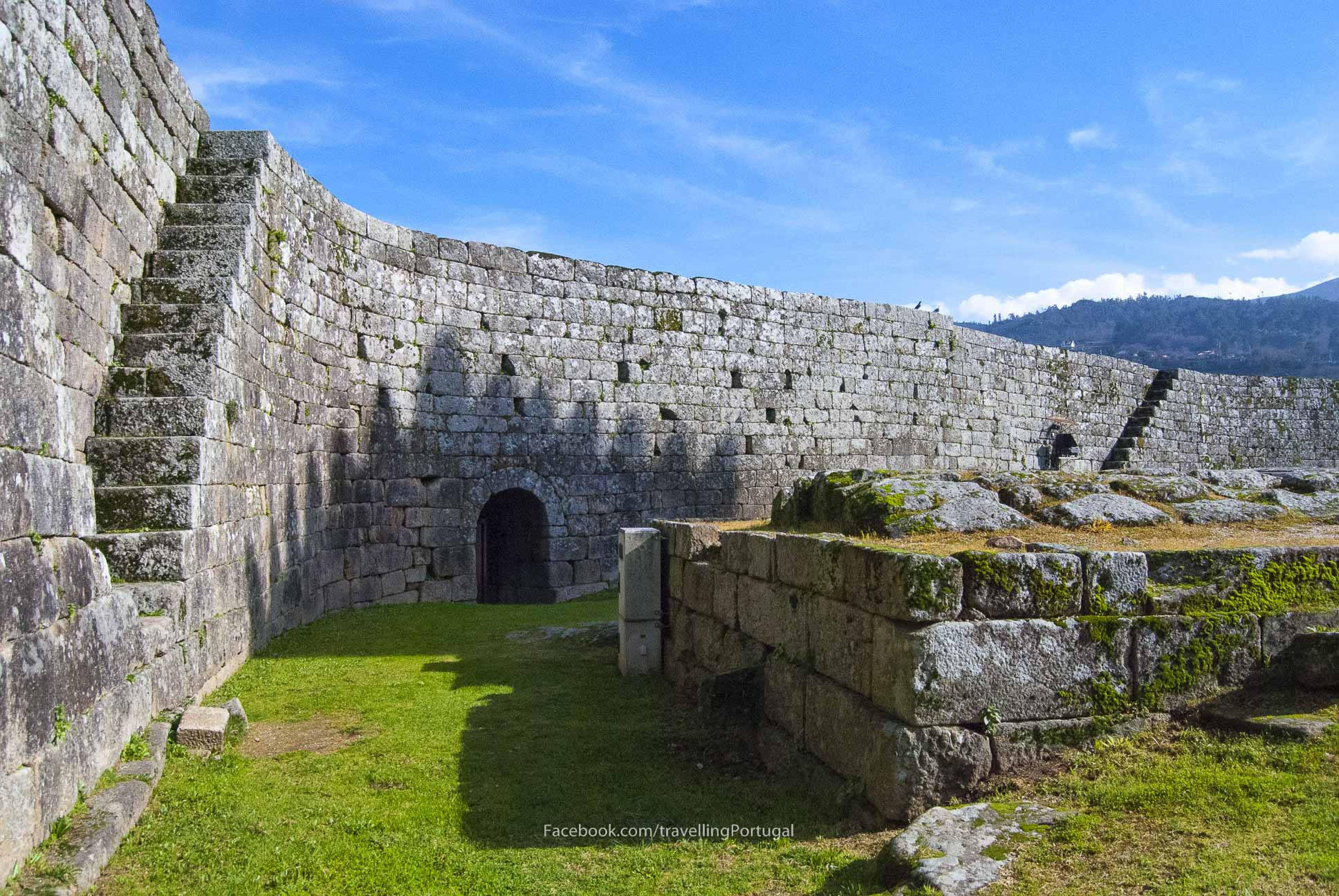
Castelo de Melgaço

No contexto da crise de 1383-1385, a vila e seu castelo seguiram a tendência do norte de Portugal, mantendo o partido de D. Beatriz de Portugal (1373-1419) e de João I de Castela (1358-1390). No início de 1387, governados por Álvaro Pais Sotto-Maior, um alcaide castelhano, sofreram o assédio das tropas portuguesas sob o comando de D. João I (1385-1433), vindo a cair ao fim de uma denodada resistência de quase dois meses. Fruto desse cerco surgiu a lenda local da heroína minhota Inês Negra, uma brava mulher do povo que se juntou às tropas de D. João I contra os apoiantes de Castela.
Em 1492, durante os últimos anos de reinado de D. João II (1455-1495) e ainda antes da Inquisição portuguesa se instalar no país, Melgaço era um dos cinco únicos lugares da fronteira portuguesa facultados para ingresso dos judeus sefarditas em fuga ou expulsos pela Inquisição espanhola. 
Anos mais tarde, já sob o reinado de D. Manuel, as defesas da vila e seu castelo foram também retratadas e figuradas por Duarte de Armas no Livro das Fortalezas, sendo integradas as três torres e as duas portas do castelo.

### A fortificação setecentista
No século XVII, no contexto da Guerra da Restauração da independência portuguesa, as defesas da vila sofreram obras de adaptação aos avanços da artilharia, recebendo linhas abaluartadas que envolveram o recinto medieval.

### Do século XX aos nossos dias
Encontra-se classificado como Monumento Nacional por Decreto publicado em 23 de Junho de 1910, tendo a muralha da vila sido classificada do mesmo modo, com publicação em 19 de Fevereiro de 1926.
A intervenção do poder público, entretanto, só veio a se fazer sentir na década de 1960, mantendo as características construtivas do conjunto.
Recentemente, com o desenvolvimento de projetos de valorização do núcleo histórico da vila, a torre de menagem do castelo foi requalificada como núcleo museológico, expondo os testemunhos obtidos pela pesquisa arqueológica.

## Características

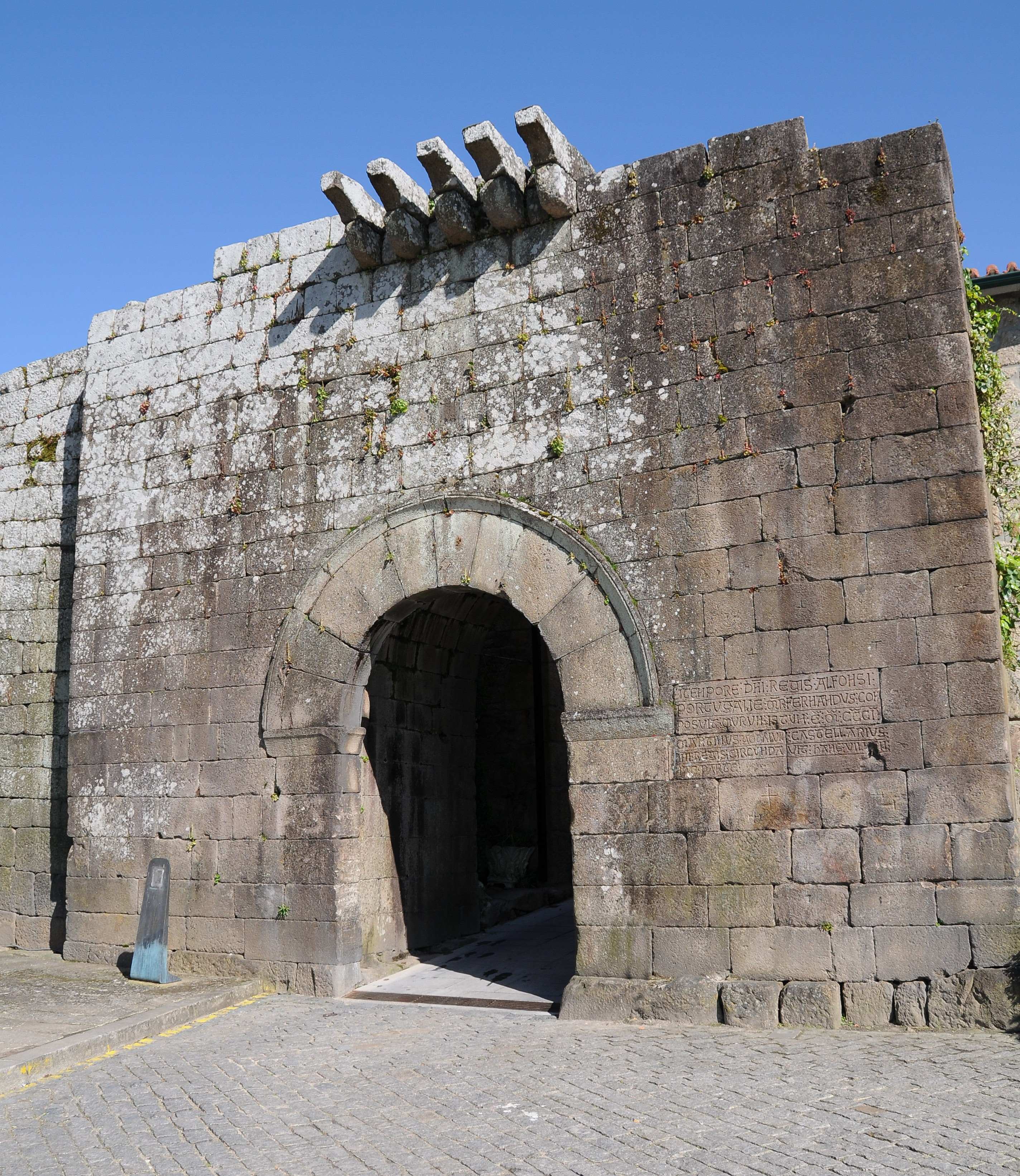
Castelo de Melgaço, Portugal: Portão de Armas.

O castelo apresenta planta no formato circular, pouco vulgar no país, dividido em três recintos. As muralhas, onde se rasgam duas portas, são encimadas por ameias prismáticas e reforçadas por três torres, sendo a principal a que se encontra voltada para o núcleo urbano, de secção pentagonal. O conjunto é dominado pela torre de menagem.
A torre de menagem apresenta planta de formato quadrangular, isolada ao centro do pátio de armas. Tanto ela quanto a muralha circundante, foram integralmente reconstruídas, depreendendo-se a sua característica românica apenas pelo desenho deste conjunto: uma sólida torre quadrada isolada no centro do recinto muralhado. A torre divide-se internamente em três pavimentos, iluminados por algumas frestas. O coroamento é feito por um remate em balcão com ameias, hoje requalificado como miradouro do museu arqueológico estabelecido nas dependências da torre.
Com relação às portas, são duas:
- o portão principal, a oeste, de maiores dimensões, acede a praça de armas, na qual se abre uma cisterna, onde se localizaria a alcaidaria; e
- a porta da traição, a norte, de menores dimensões.

Subsistem parte da barbacã diante da porta principal, e as torres que a flanqueavam uma das portas da cerca. Graças às recentes pesquisas arqueológicas, que colocaram a descoberto trechos expressivos da cerca gótica, podemos hoje fazer ideia do seu traçado original.

## Galeria

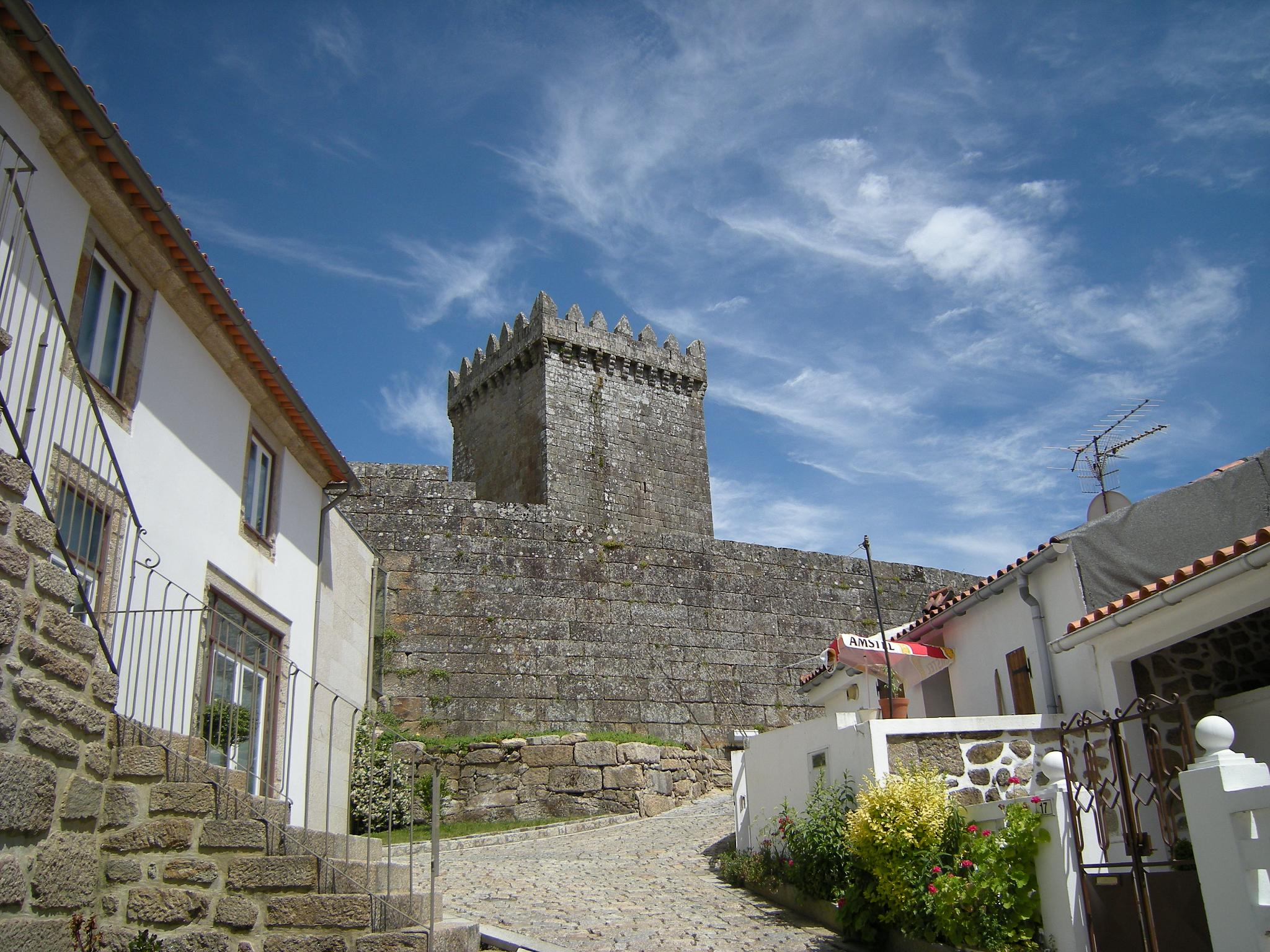
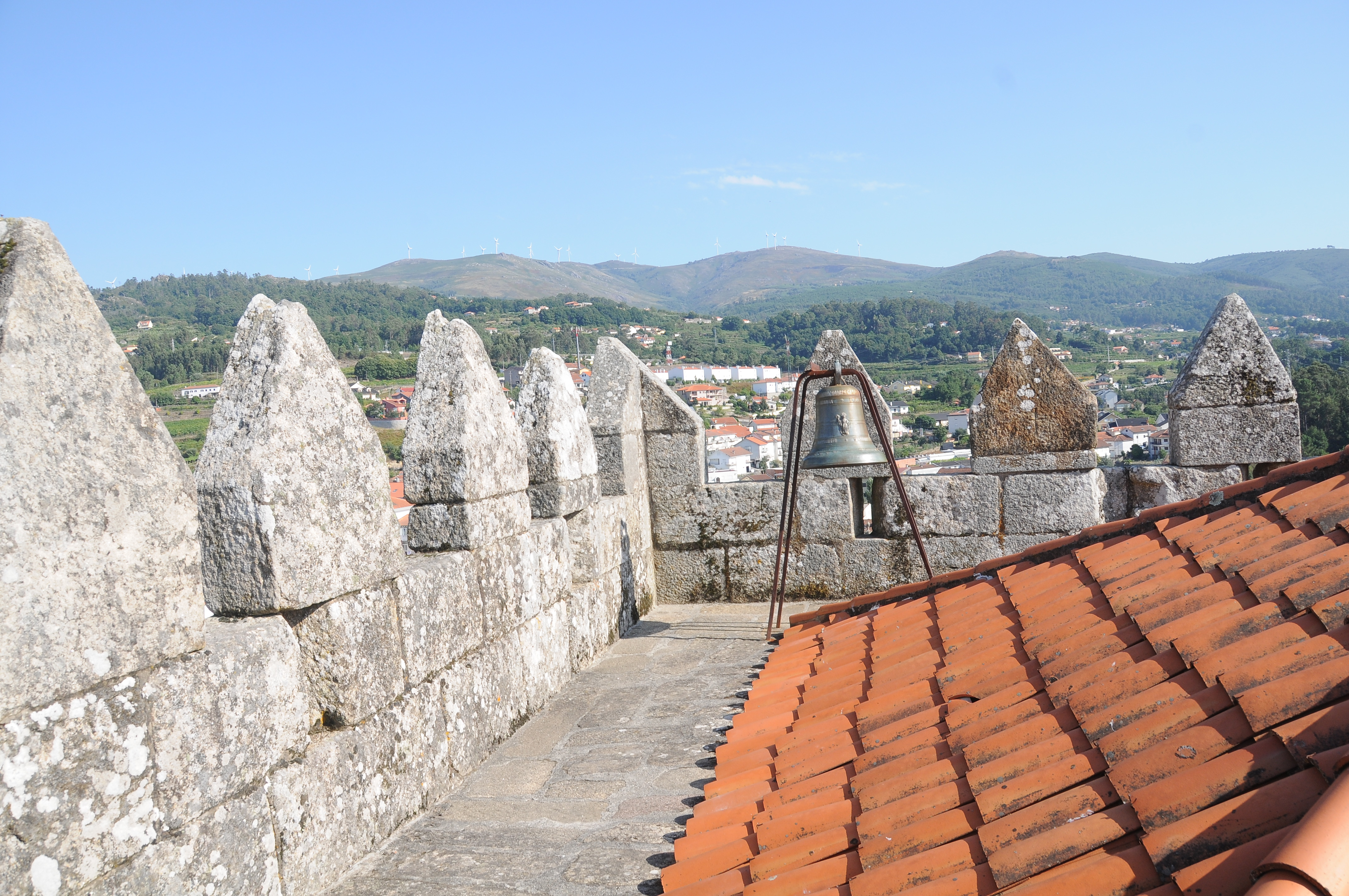
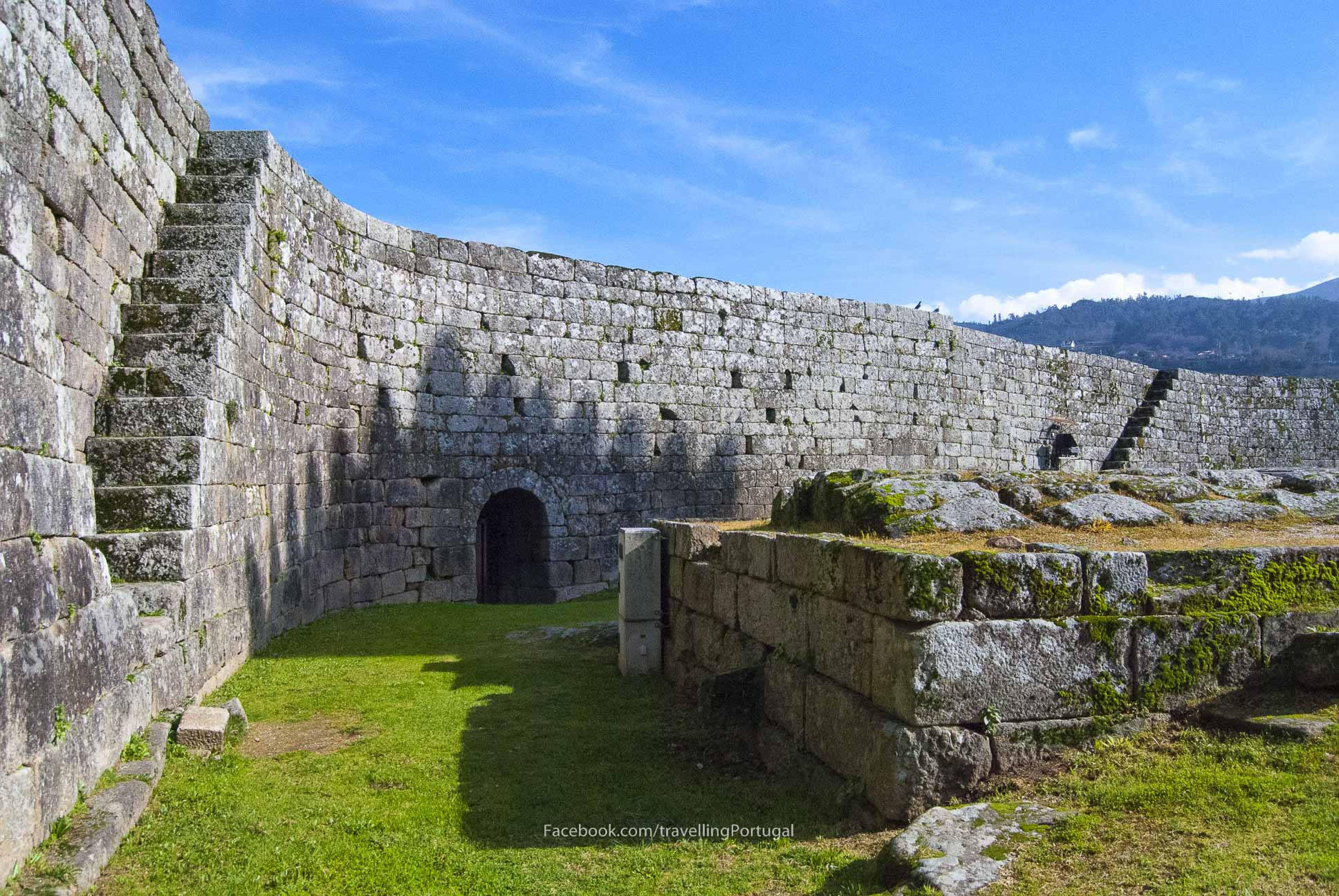
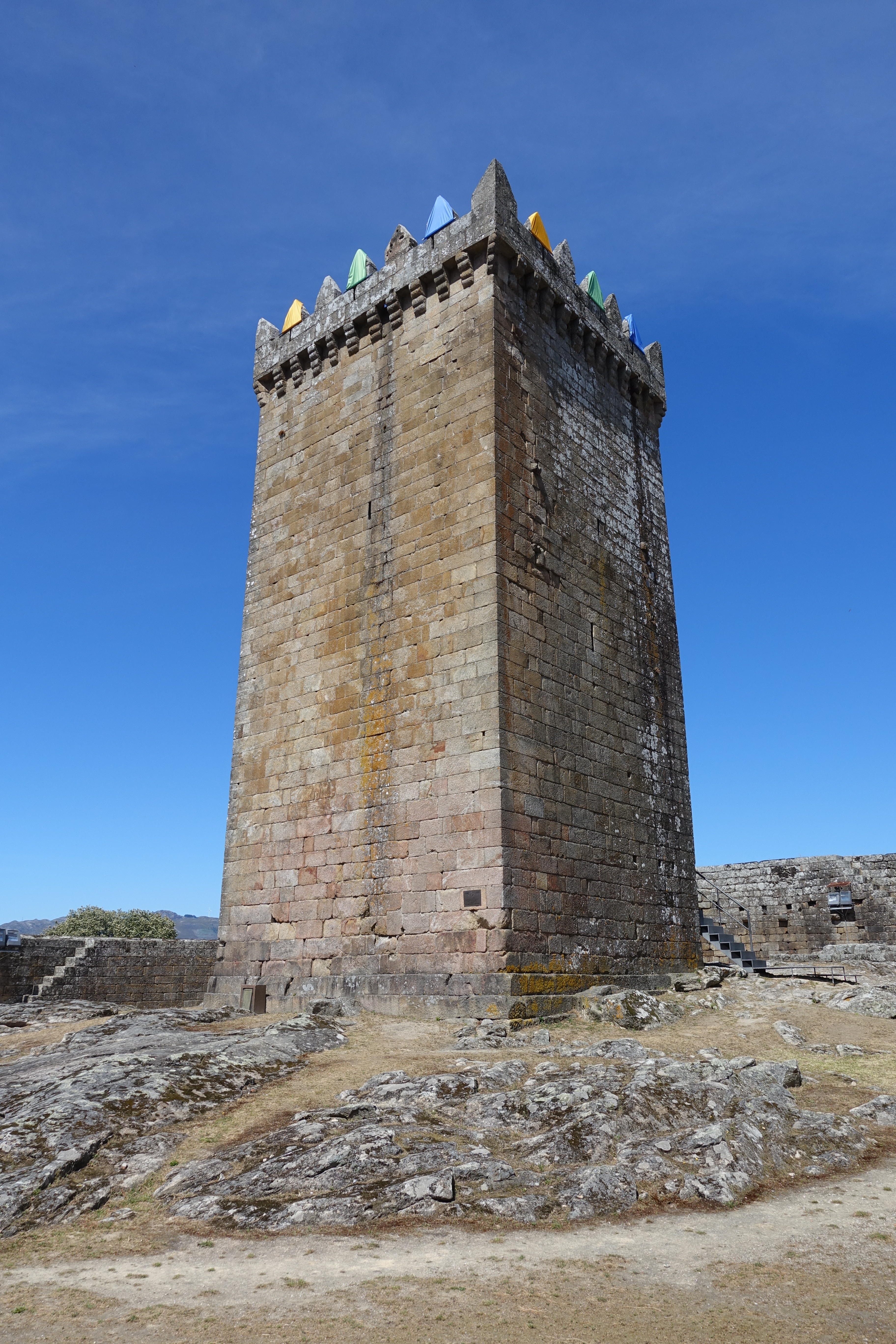
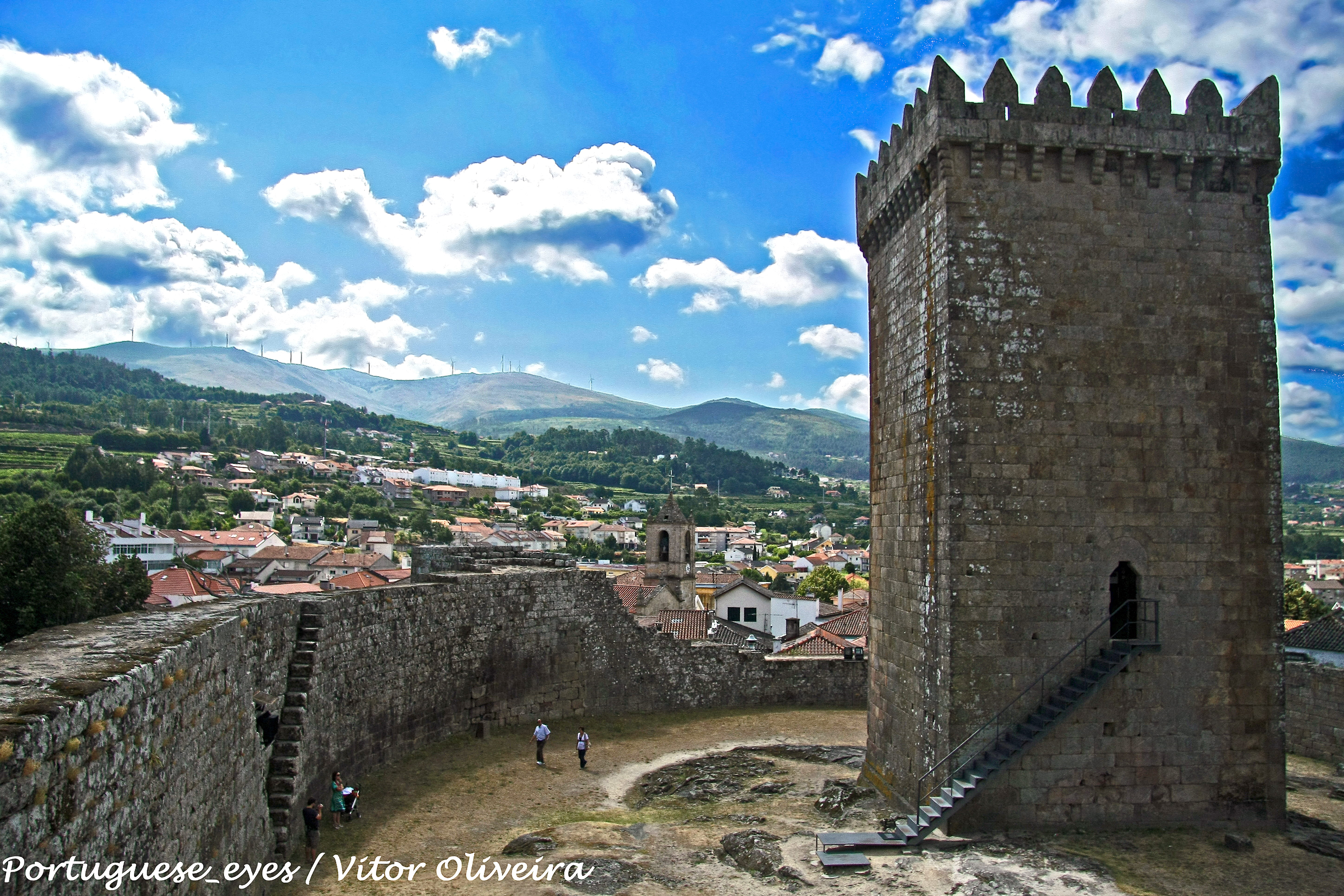
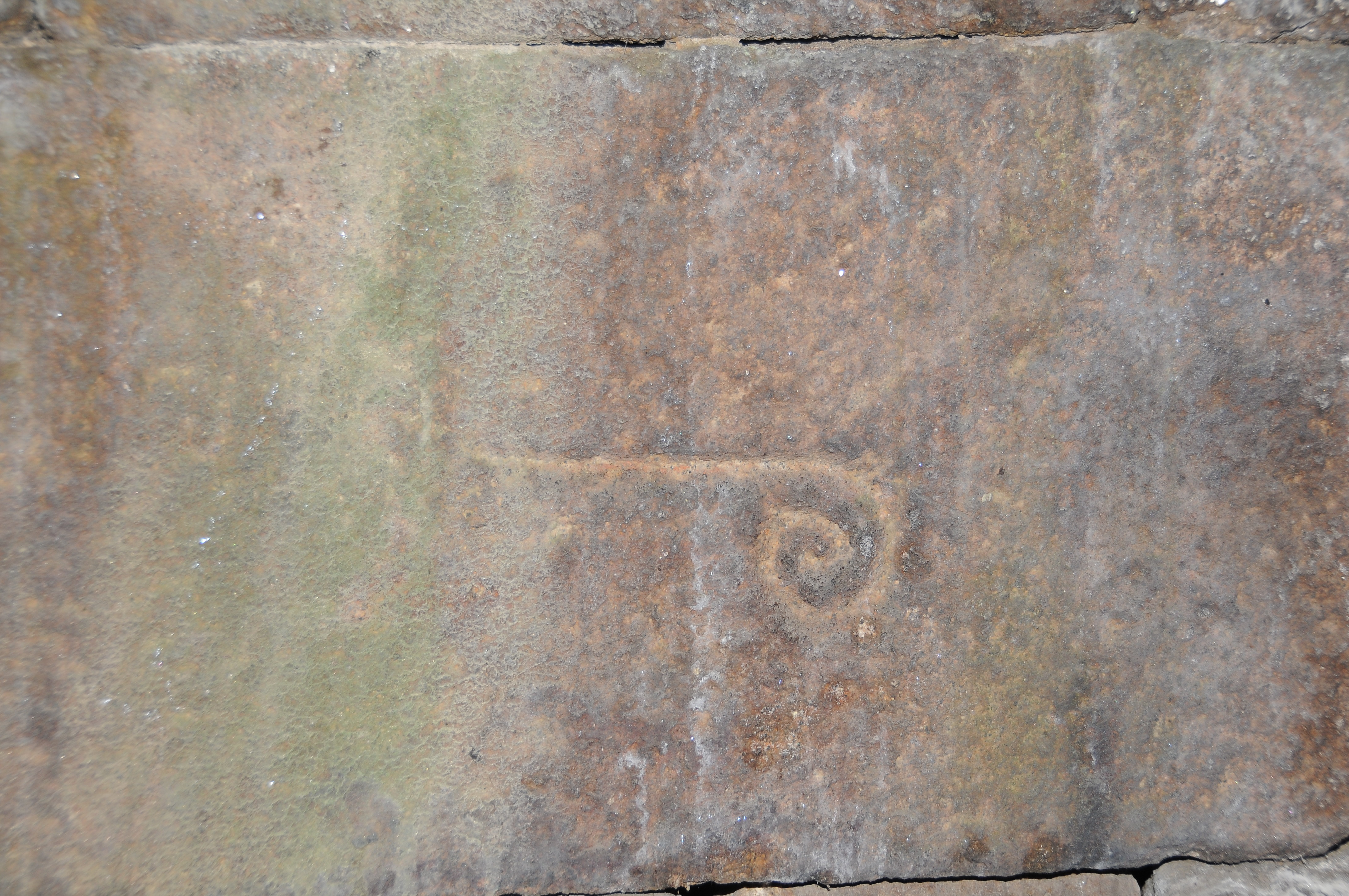
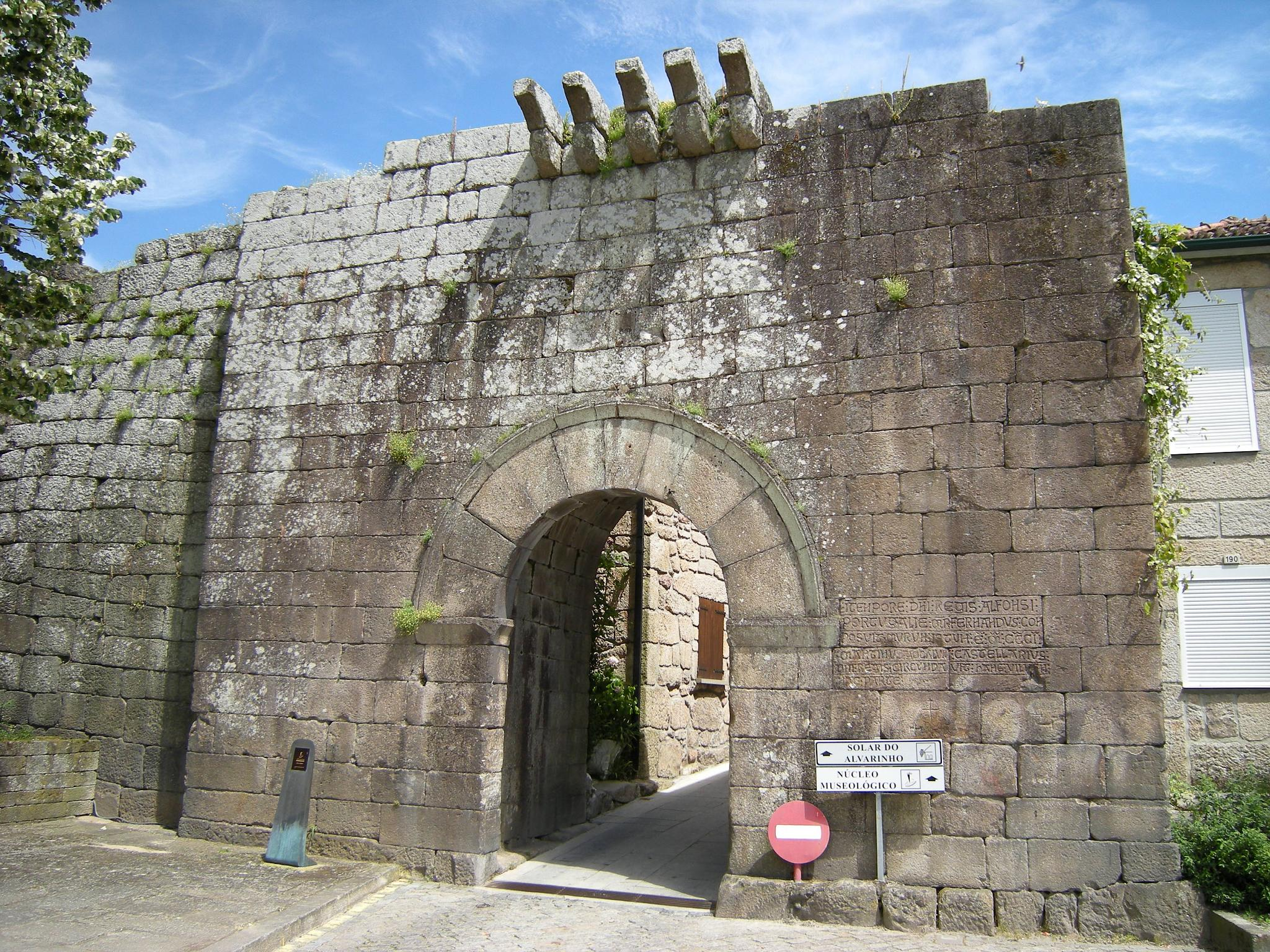
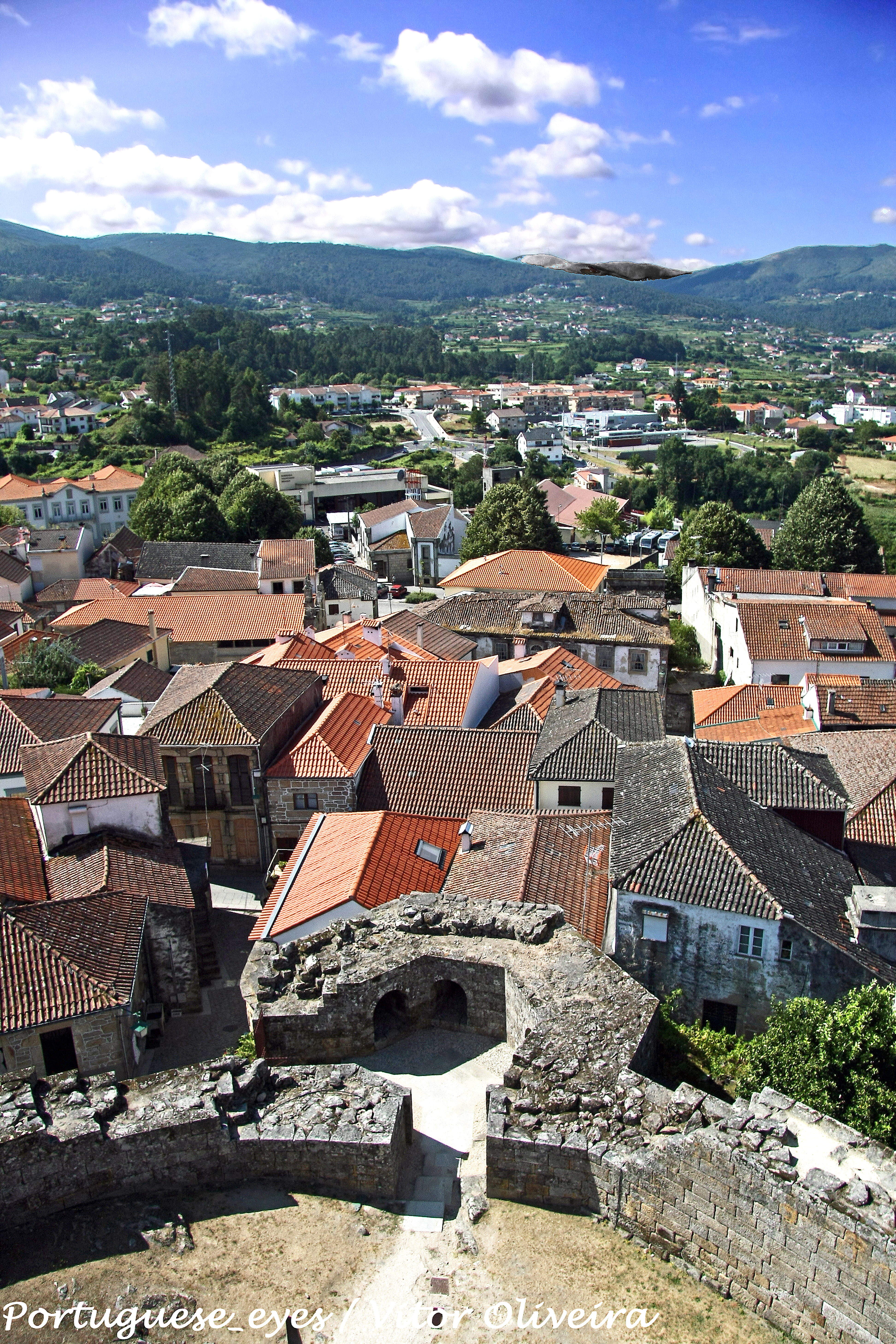
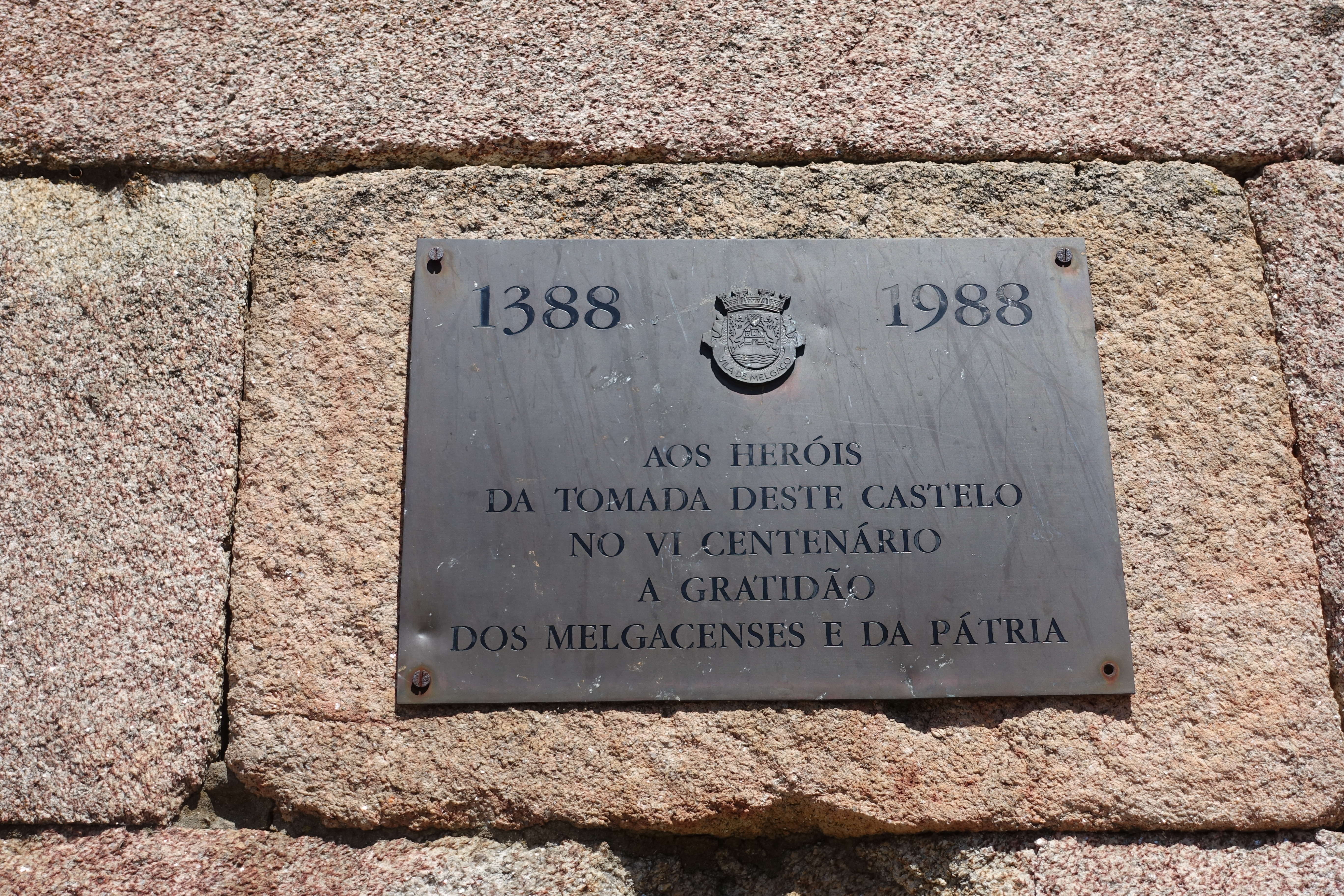
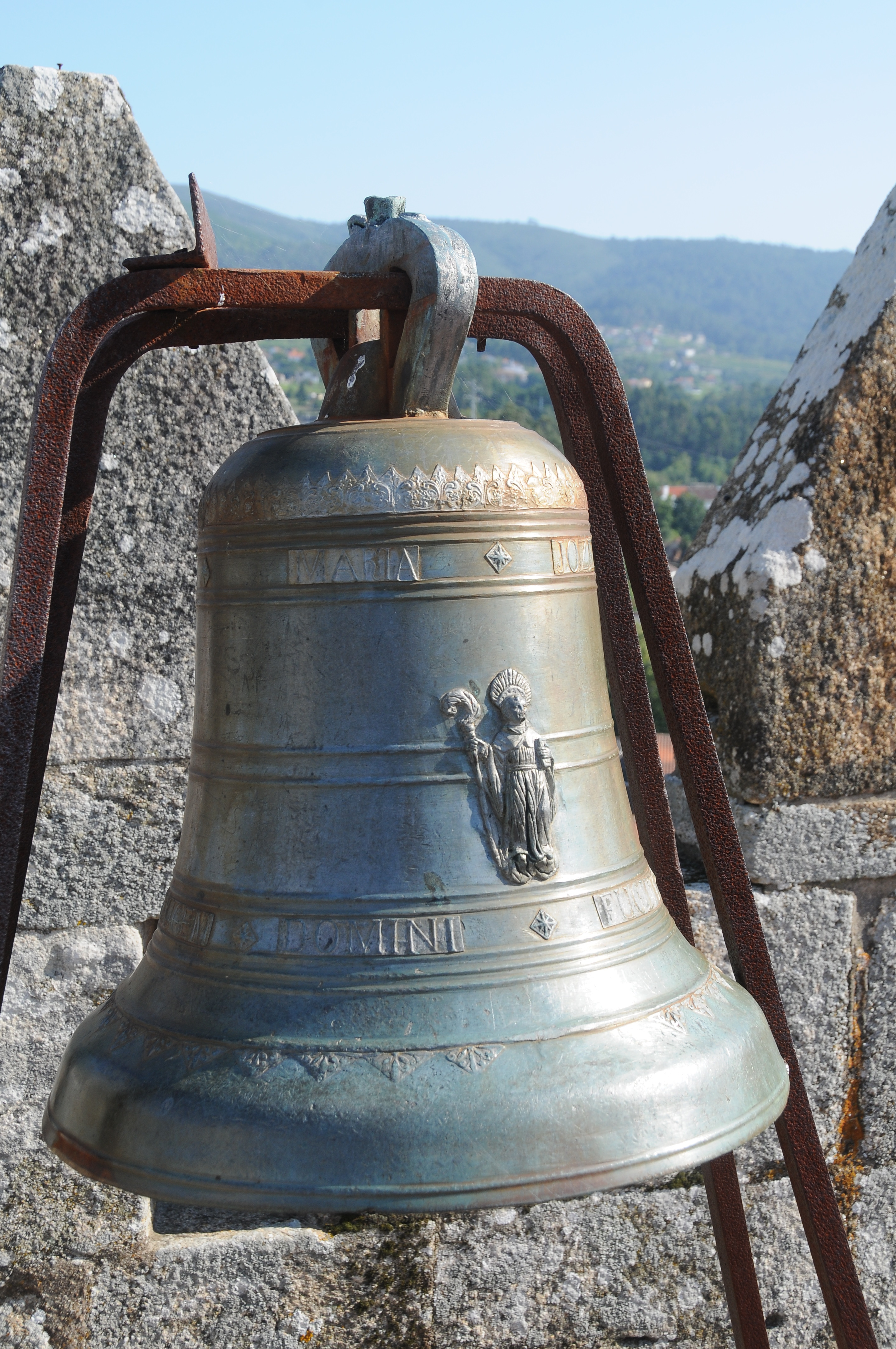
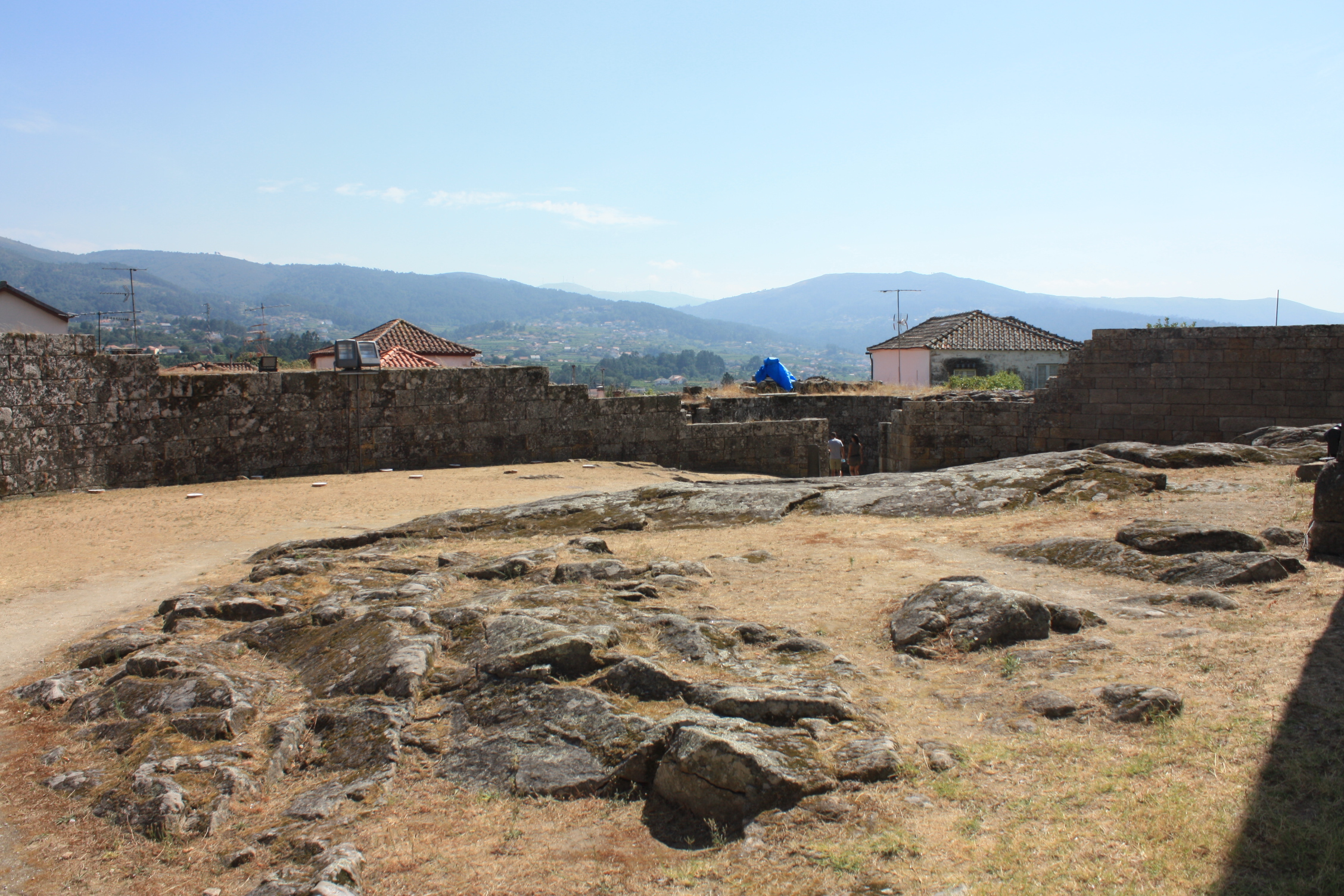
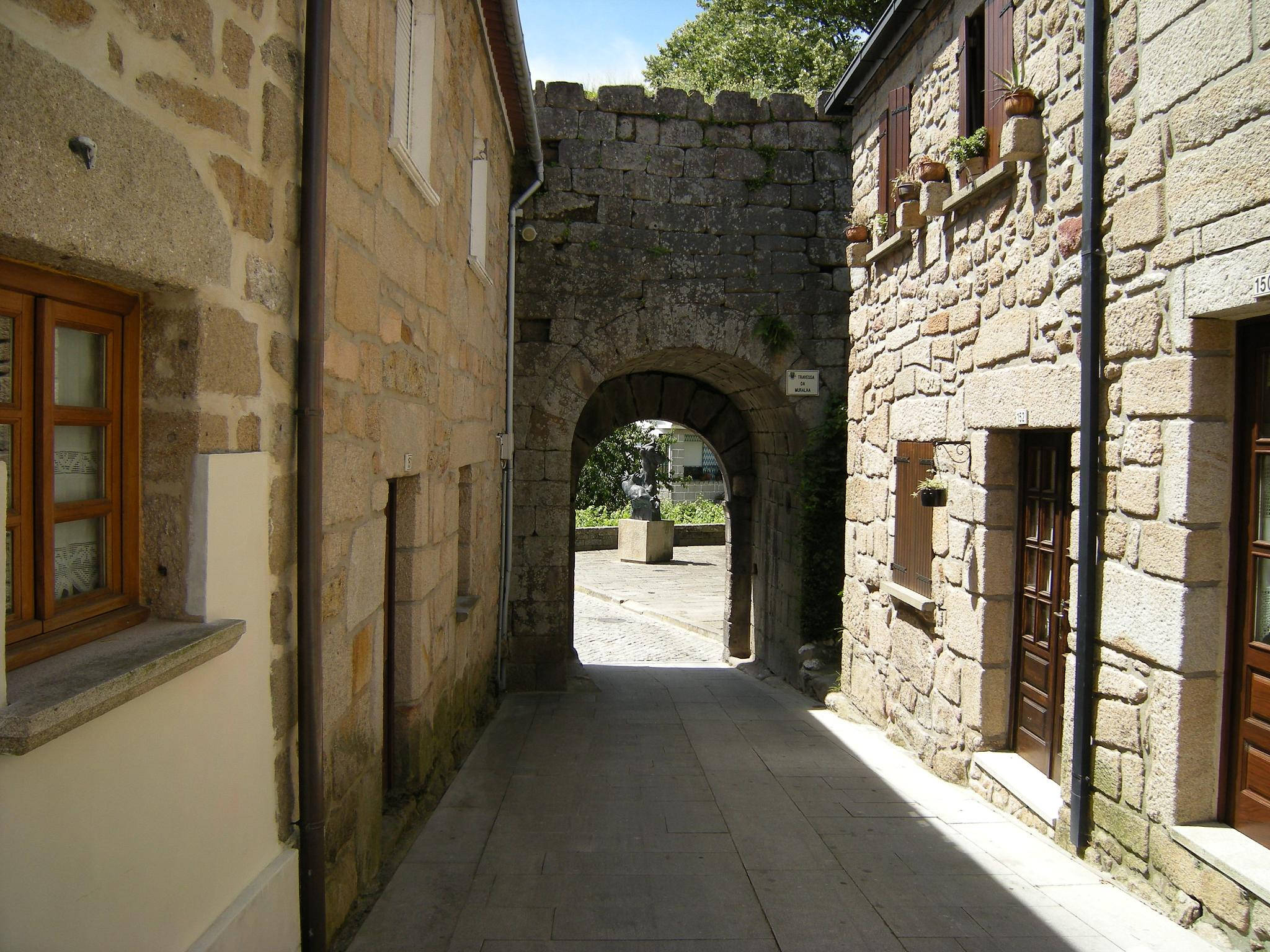
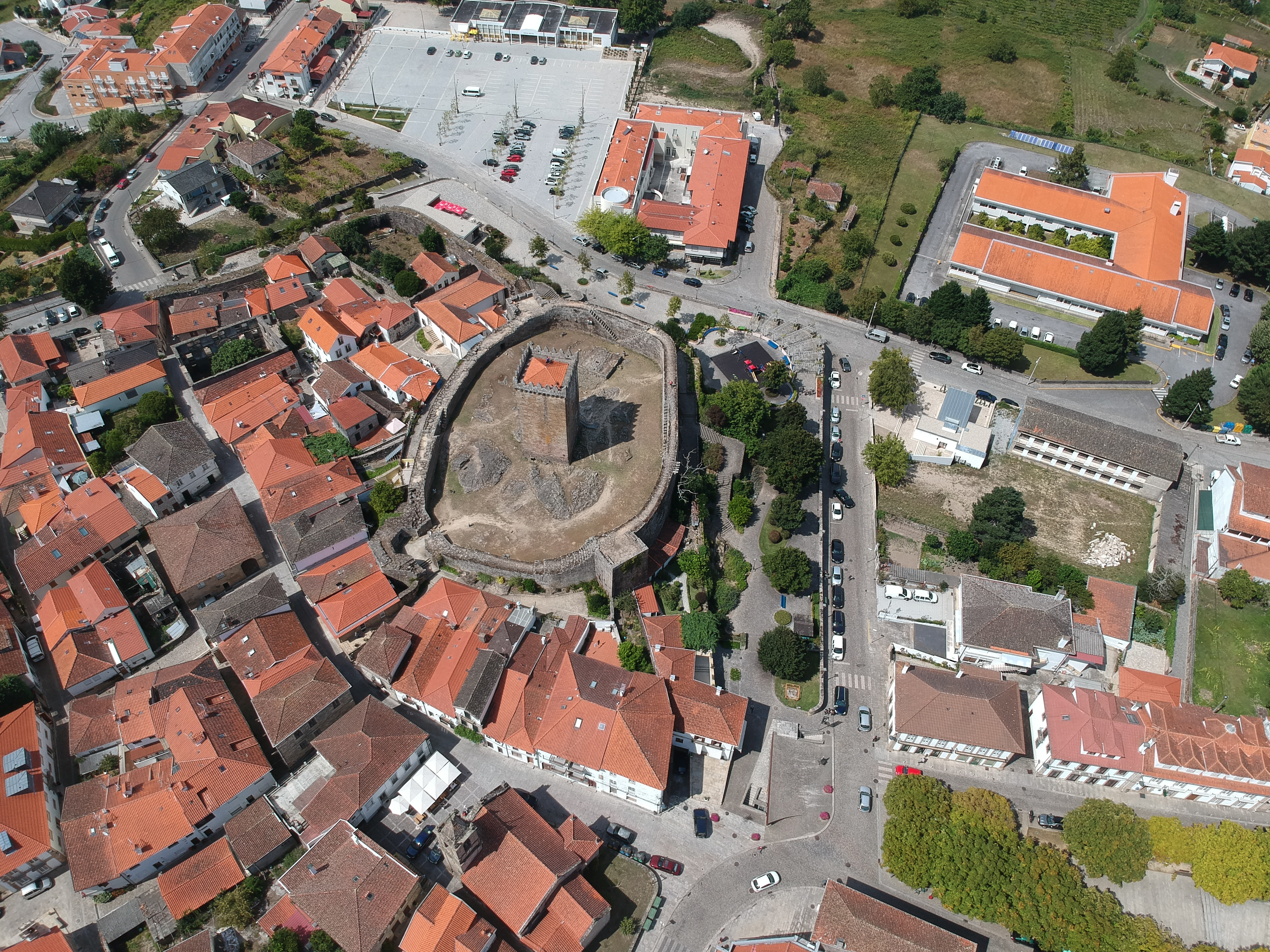
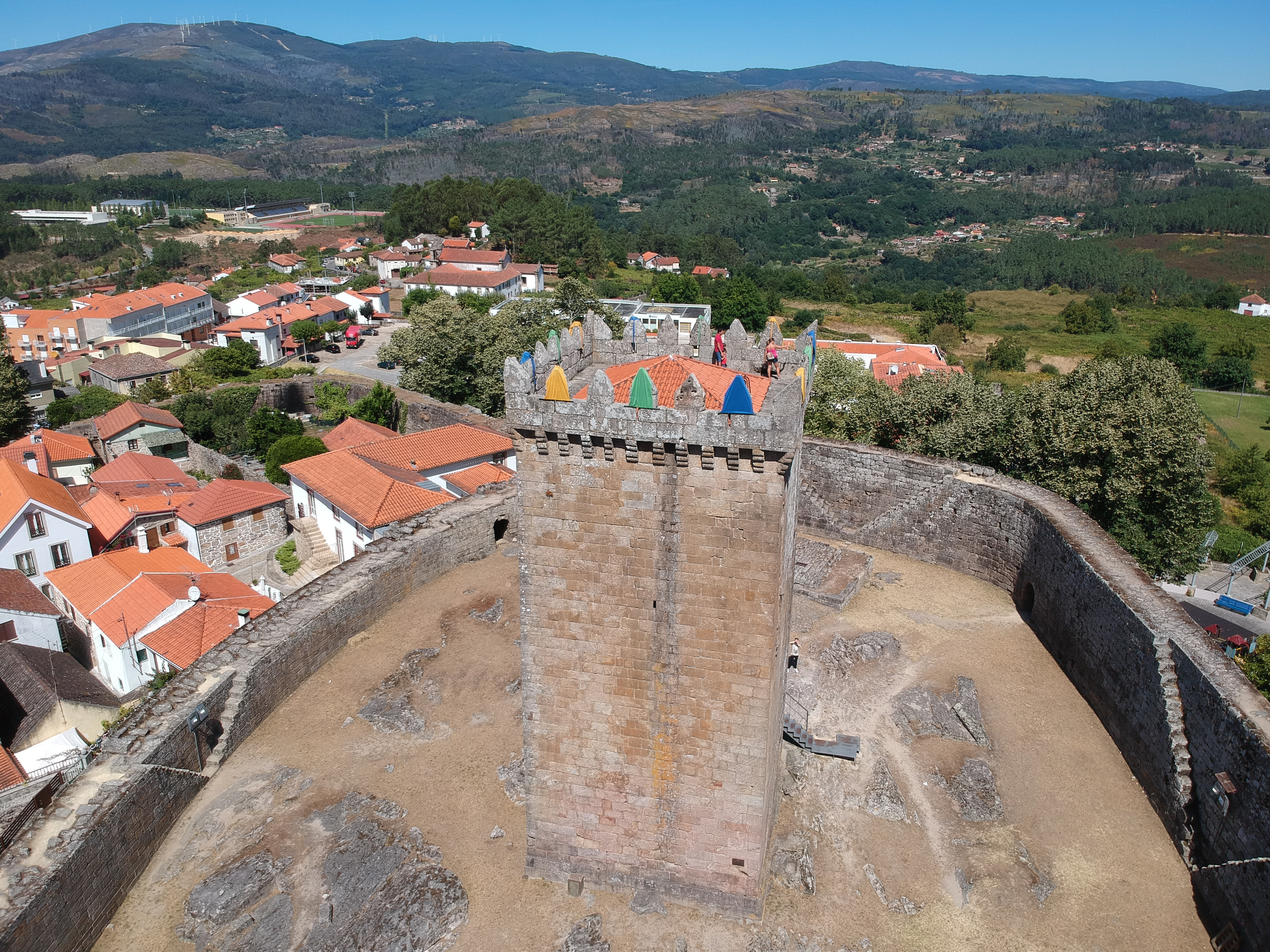
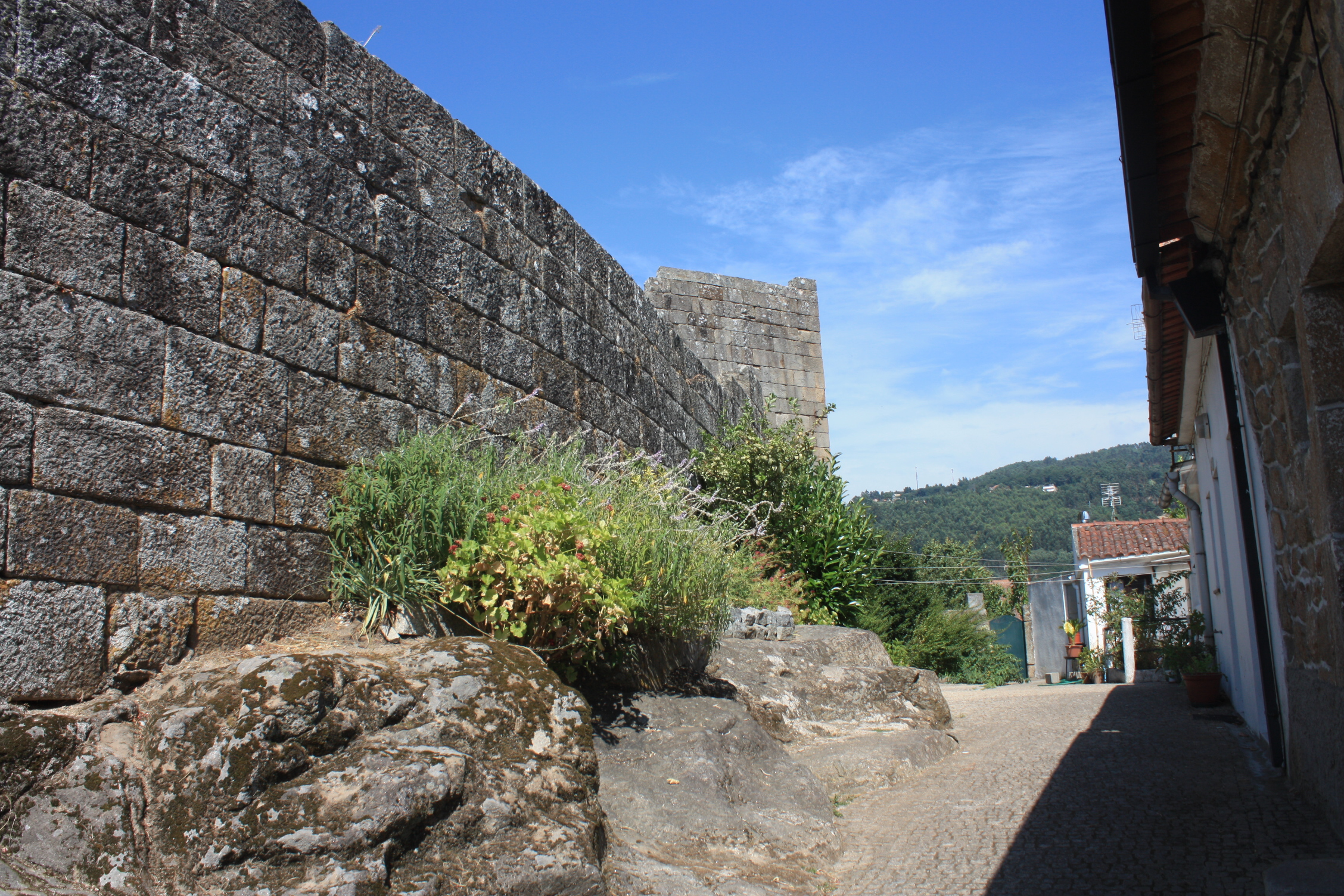
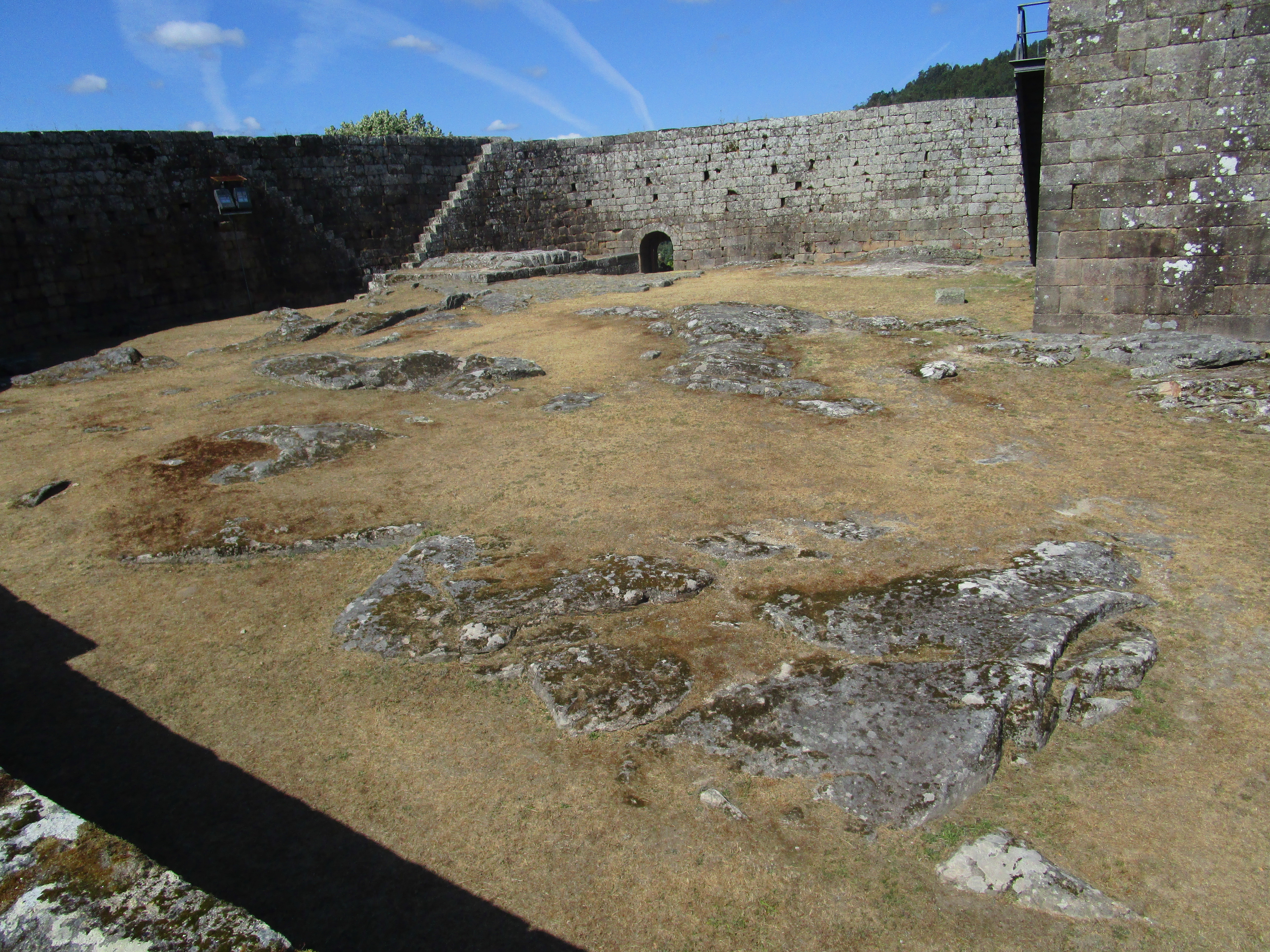

## Alcaides de Melgaço
- Lourenço Gonçalves de Abreu (1100-1141), 1.º alcaide-mor de Melgaço e de Lapela;
- Gomes Lourenço de Abreu (1130-?), 2.º senhor da Torre de Abreu e 2.º alcaide-mor de Melgaço e Lapela;
- Lourenço Gomes de Abreu (1290-13??), 3.º alcaide-mor de Melgaço e Lapela;
- Gomes Gonçalves de Abreu (1300-13??), 4.º alcaide-mor de Melgaço;
- Martinho Gonçalves (12??-13??), alcaide-mor de Melgaço;
- Vasco Martins da Cunha (1325-1407), 7º senhor de Tábua e alcaide-mor de Melgaço;
- Vasco Gomes de Abreu (1340-?), 8º senhor da Torre de Abreu e Valadares, capitão-mor de Monção e alcaide-mor de Lapela, Melgaço e Castro Laboreiro;
- Fernão Peres Churrichão (?-1382), alcaide-mor de Melgaço;
- Álvaro Pais Sotto-Maior (1335 -14??), senhor de Fornelos e alcaide-mor de Melgaço;
- João Rodrigues de Sá, o das Galés (1355-1425), alcaide-mor de Melgaço;
- Diogo Gonçalves de Castro (1360-?), alcaide-mor de Melgaço e de Lapela;
- Gonçalo Pereira de Riba Vizela (1390-?), senhor de Cabeceiras de Basto e alcaide-mor de Melgaço;
- Martim de Castro (1380-1450), 4.º senhor de Parada e Sanguinhedo e alcaide-mor de Melgaço e Castro Laboreiro;
- Fernão de Castro (1410-1513), 5.º senhor de Parada e Sanguinhedo e alcaide-mor de Melgaço;
- Martim de Castro (1440-?), alcaide-mor de Melgaço;
- Pedro de Castro (1440-?), alcaide-mor de Melgaço;
- Fernando de Castro (1490-?), alcaide-mor de Melgaço;
- Pedro de Castro (1525-1578), alcaide-mor de Melgaço;
- Gonçalo Vaz de Castro (1540-?), alcaide-mor de Melgaço;
- António de Almeida Carvalhais (1610-?), governador de Bragança e de Salvaterra, alcaide-mor de Melgaço;
- António de Almeida Galafura (1640-?), alcaide-mor de Melgaço;
- António de Almeida Carvalhais (1666-?), alcaide-mor de Melgaço;
- Sebastião de Castro Lemos (1720-1789), governador militar de Caminha, sargento-mor de Viana do Castelo e alcaide-mor de Melgaço;
- António de Castro Meneses e Lemos (1739-), alcaide-mor de Melgaço;
- Inácio de Castro Lemos e Meneses (1747-), alcaide-mor de Melgaço;